# Arboretum
Arboretum je vrt ali park lokalne in v izbran kraj prinesene, vzgajane flore ter favne nekega zemeljskega klimatskega območja. Običajno ga zasnujejo ljubiteljski zbiratelji rastlin in živali, kasneje pa preidejo pod pokroviteljstvo raznih šol, akademij in univerz. Zbirke v arboretumih so v veliko pomoč šolarjem, študentom in znanstvenikom pri njihovem študiju za poklic. Nekateri arboretumi so bolj zaprte narave, drugi pa predvsem za širšo javnost, katera v njih najde prostor za sprostitev in občudovanje narave. Največkrat je začetek arboretuma botanični vrt, kjer zasadijo več zbirk lesnatih rastlin izbranih po njihovih okrasnih značilnostih. Ustvarjeni so tako raznoliki parkovni prizori, nadaljujejo pa s strokovnimi zasaditvami na osnovi estetsko in ekološko utemeljenih kombinacij različnih rastlin. Nastajanje arboretuma je dolgoročen in zahteven proces, saj potrebuje desetletja in stoletja strokovnega dela.